# Cannula vestigialis
Cannula vestigialis är en insektsart som beskrevs av Roger Roy 2003. Cannula vestigialis ingår i släktet Cannula och familjen gräshoppor. Inga underarter finns listade i Catalogue of Life.